# Joe Tasker
Joseph Tasker (* 12. Mai 1948 in Hull; † 17. Mai 1982 am Mount Everest) war einer der talentiertesten britischen Bergsteiger in den späten 1970er- und frühen 1980er-Jahren und Buchautor. 

## Biografie
Tasker war eines von zehn Kindern in einer traditionell römisch-katholischen Familie. Seine frühe Kindheit verbrachte er in Port Clarence, Middlesbrough, ging dann im Alter von 13 bis 20 Jahren auf dem Ushaw Seminary im County Durham zur Schule, eine Vorbereitung, um Priester und Jesuit zu werden.
Fasziniert von einem Buch über die Besteigungsversuche in der Eigernordwand, begann er 1966 in einem nahegelegenen Steinbruch zu klettern.
Nach Ende der Schulzeit arbeitete er zuerst als Müllwerker und studierte anschließend Soziologie an der Manchester University. Er verbesserte in dieser Zeit seine Kletterfähigkeiten und kam vom Felsenklettern in seiner Heimat zum Ersteigen schwerer Routen in den Alpen.
Sein Kletterpartner war gewöhnlich Dick Renshaw, den er an der Universität kennengelernt hatte. Zusammen erstiegen sie im Winter 1975 die Eigernordwand. Im gleichen Jahr gelang ihnen der Erstanstieg des Südostgrates des Dunagiri (7066 m), ein Himalaya-Gipfel in der Nordostecke Indiens. Obwohl ihnen die Lebensmittel und der Brennstoff ausgingen, überlebten sie mit Glück, aber Dick Renshaw erlitt Erfrierungen an den Fingern.
Seine Erstbesteigung der Westwand des Changabang (6864 m), eines Nachbarberges des Dunagiri, begründete seine Partnerschaft mit Peter Boardman. Diese Besteigung wurde in weiten Teilen der Zunft als eine Großtat des Bergsteigens anerkannt. Sie wurden beide zu einer Expedition zum K2 eingeladen, die von Chris Bonington 1978 geleitet wurde, der zurücktrat, nachdem Nick Estcourt in einer Lawine zu Tode kam. Im Nachgang eines erfolglosen Versuchs am Nuptse im Herbst 1978 bestieg dann 1979 ein kleines Team, bestehend aus Tasker, Boardman und Doug Scott, den Kangchendzönga, mit 8598 m der dritthöchste Berg der Erde, über eine neue Route aus dem Nordwesten. Dies war auch die erste Besteigung ohne Flaschensauerstoff am Kangchendzönga. Georges Bettembourg war ebenso Teammitglied, kam aber nicht zum Gipfel. Ein zweiter Versuch am K2 und ein schwieriger Winteranstieg am Westgrat des Mount Everest endeten beide erfolglos.
Sowohl Boardman als auch Tasker machten mit Büchern über ihre Himalaya-Expeditionen auf sich aufmerksam.

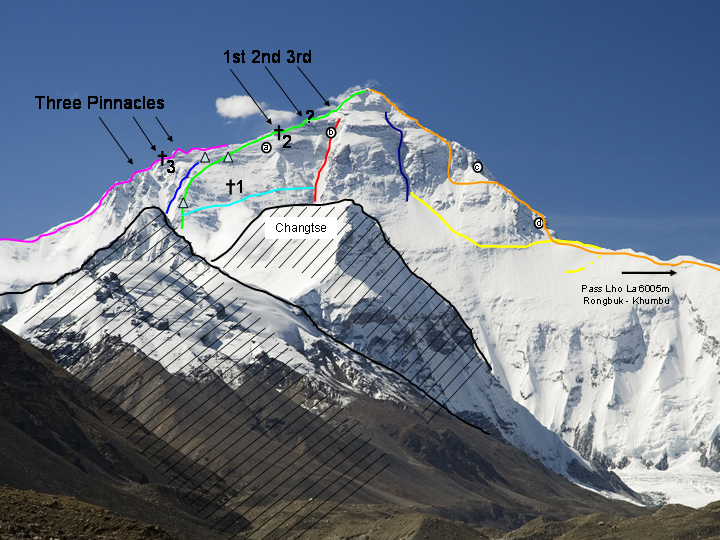
Nordwand des Mt. Everest
grün: Normalweg Nord
lila: unterer Nordostgrat

1980 lernte er  seine spätere Lebensgefährtin Maria Coffey kennen, die nach seinem Tod ein Buch schrieb (Fragile Edge, ISBN 0-89886-737-1).
1981 war er Teilnehmer eines britischen Teams, das die Erstbesteigung des Kongur (7,649 m) in China schaffte, zusammen mit Chris Bonington, Peter Boardman und Al Rouse.
Joe Tasker verschwand zusammen mit Peter Boardman am 17. Mai 1982 auf dem Nordostgrat des Everest in Tibet. Die Leiche von Peter Boardman wurde 1992 im Bereich der extrem schwierigen Three Pinnacles (“Drei Spitzen”) gefunden; sie ruhte in über 8200 m Höhe in der Todeszone am Fuß der zweiten Spitze, Joe Tasker gilt weiterhin als vermisst. Man vermutet, dass er in die extrem steile und unzugängliche Ostflanke des Everest zum Kangshung-Gletscher stürzte.
Zu ihrer Erinnerung wurde der Boardman-Tasker-Preis für Literatur über das Bergsteigen gestiftet.